# Margit Nordin

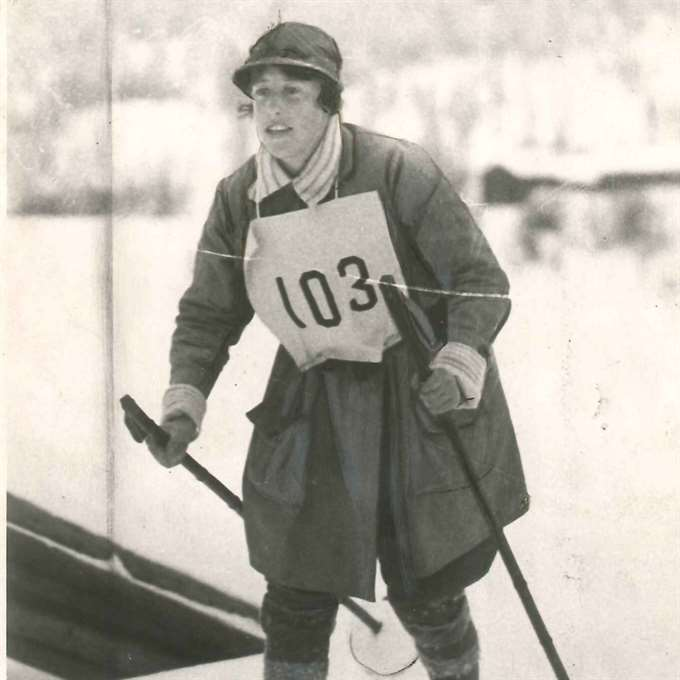
Margit Nordin

Ellen Margit Ingrid Nordin, 10 de agosto de 1897, Karlstad, Suecia-3 de mayo de 1982, Saltsjöbaden,  Suecia fue la primera mujer en competir en Vasaloppet en 1923 . Más tarde vivió en Grängesberg y compitió en la IFK Grängesberg en el sur de Dalarna. Nordin fue directora de gimnasia profesional. Tras la carrera, las participantes femeninas en Vasaloppet fueron prohibidas, una prohibición que perduró hasta 1981.

## Biografía
Nordin trabajó como profesora de gimnasia y fisioterapeuta en Grängesberg. Un invierno tuvo un paciente a 15 km de distancia, lo que durante mucho tiempo le supuso tener que viajar en esquí diariamente a una distancia de tres millas por día. También estaba acostumbrada a caminatas y marchas de entrenamiento de cuatro a seis millas al día. Esto le dio a Nordin la idea de probar si su estado físico también la mantendría durante una carrera completa.

### Vasaloppet 1923 y secuelas
A las seis de la mañana del 4 de marzo de 1923 se dio la salida a 160 hombres y una mujer. Nordin tenía el número inicial 103. Aparte de una pausa para comer y descansar durante un cuarto de hora en una granja de Mångsbodarna, estuvo de pie todo el tiempo. Nordin finalmente cruzó la meta en 10 horas, 9 minutos y 42 segundos.
Fue vista como una mujer luchadora con una inclinación por los desafíos y causó un gran revuelo durante y después de la carrera. Tras la llegada de Nordin, la gente vitoreó a esta primera mujer en disputar esta carrera, a pesar de que terminó después de todos los participantes masculinos (excepto los tres que no acabaron la carrera). Algunos periodistas anónimos escribieron en el Mora Tidning, siendo algunos textos periodísticos no amables:
Los organizadores de Vasaloppet decidieron tras la carrera, en la primavera de 1923, prohibir la participación a mujeres con el apoyo de las reglas de la Asociación Sueca de Esquí, no permitiendo a las mujeres participar en distancias superiores a 10 km y fue hasta 1980 que hubo una prohibición total de que las mujeres participaran en el Vasaloppet.